# 卡萨诺瓦埃尔沃
卡萨诺瓦埃尔沃（意大利语：Casanova Elvo），是意大利北部皮埃蒙特大区韦尔切利省的一个市镇。人口275(2010年12月31日)。